# Traité de Medicine Creek
Le traité de Medicine Creek est un traité signé le 26 décembre 1854 entre les États-Unis, représentés par Isaac Stevens, gouverneur du Territoire de Washington et surintendant des Affaires indiennes, et plusieurs peuples amérindiens de la région du Puget Sound, dans l'État actuel de Washington, dont les Nisqually, Puyallups, Steilacoom (en) et Muckleshoot.
Selon les termes du traité, les Amérindiens devaient céder aux États-Unis environ 9 000 km2 de terres et s'installer dans des réserves en échange de paiements annuels s'étalant sur une période de vingt ans et la reconnaissance de leurs droits de chasse et de pêche.
Peu après la signature du traité, les Nisqually ont réalisé que la nature de leur réserve était incompatible avec leur mode de vie et l'échec de compromis avec les États-Unis a abouti à un conflit armé, connu sous le nom de guerre du Puget Sound.